# Claus Nordbruch
Claus Heinz Rudolf Nordbruch (* 29. August 1961) ist ein deutsch-österreichischer Neofaschist, der in Südafrika lebt und in der Vergangenheit, unter anderem auch aufgrund seiner Beziehungen zum rechtsextremen deutschen Hilfskomitee Südliches Afrika häufig im deutschsprachigen Raum auf Vortragsreisen war. Er ist als geschichtsrevisionistischer Publizist tätig. Der ehemalige Bundeswehr-Berufssoldat ist bekannt für seine Waffenaffinität und seine Beziehungen zum Thüringer Heimatschutz, der Keimzelle des Nationalsozialistischen Untergrunds.

## Leben
Claus Nordbruch wuchs in der Bundesrepublik Deutschland und Österreich auf. Er trat 1982 als Offizieranwärter der Panzergrenadiertruppe in die Bundeswehr ein (letzter Dienstgrad: Leutnant) und studierte an der Universität der Bundeswehr München im Fachbereich Pädagogik. 1986 wurde er aufgrund rechtsextremistischer Aktivitäten aus der Bundeswehr entlassen und wanderte nach Südafrika aus. Dort ließ er sich in Pretoria nieder. An der Universität von Pretoria studierte er von 1987 bis 1991 Germanistik, Kriminologie, Geschichte und Biologie. Er wurde 1995 an der University of South Africa (UNISA) mit seiner historisch-philosophischen Arbeit Über die Pflicht zum Dr. phil. et litt. promoviert. Nordbruch ist partei- und konfessionslos.

### Politische und publizistische Aktivitäten
Nordbruch hält enge Verbindungen in die rechtsextreme Szene und tritt regelmäßig als Referent oder Interviewpartner auf. Als bekennender Anhänger der Apartheid ist er Mitglied der rassistischen „Artgemeinschaft – Germanische Glaubens-Gemeinschaft wesensgemäßer Lebensgestaltung“ und arbeitet eng mit dem „Hilfskomitee Südliches Afrika“ zusammen. Das Christentum wird von ihm entschieden abgelehnt, da sich die Christen „anmaßend, ja verbrecherisch gegenüber … Exponenten höheren Menschentums verhalten“ hätten. „Das Christentum und seine kleinkarierten Repräsentanten haben“ nach Auffassung von Nordbruch „meist bewiesen, im Vergleich zu dem Wissen und Können vorchristlicher Völker und Kulturen hoffnungslos ins Hintertreffen zu geraten.“ Aus der römisch-katholischen Kirche trat Nordbruch dementsprechend vor mehr als 15 Jahren aus. In den letzten Jahren wandte er sich vermehrt den sogenannten „Geschichtsrevisionisten“ zu, die mit wissenschaftlich unseriösen Methoden historische Fakten der nationalsozialistischen Verbrechen in Frage stellen.
Nordbruch war unter anderem Referent bei der rechtsextremen Gesellschaft für freie Publizistik (GfP), der NPD, der Deutschen Partei, der Arbeitsgemeinschaft für demokratische Politik (AFP), der konservativen Staats- und Wirtschaftspolitischen Gesellschaft und bei Veranstaltungen der neonazistischen Freien Kameradschaftsszene, so zum Beispiel am 1. April 1999 bei dem Fränkischen Heimatschutz oder am 14. September 1999 beim Thüringer Heimatschutz (THS). Im Sommer 2001 moderierte er eine Vortragsveranstaltung des Holocaustleugners Manfred Roeder in Pretoria (Südafrika).
Nordbruch veröffentlichte überwiegend in neurechten oder rechtsextremen Periodika. Beiträge von Nordbruch erschienen u. a. in der Jungen Freiheit, der Neuen Zürcher Zeitung (NZZ), Deutschland in Geschichte und Gegenwart (DGG), Nation und Europa, Recht und Wahrheit, der in Österreich erscheinenden Aula, der Deutschen Militärzeitschrift (DMZ), der NPD-Parteizeitung Deutsche Stimme und der DVU-nahen National-Zeitung (München) sowie dem Journal of Historical Review des Institute for Historical Review (IHR). 2000 gab er dem deutschsprachigen Neonazi-Fanzine Blood & Honour ein Interview, in dem er zum Besuch seiner Farm in Südafrika einlud und öffentlich zum Gebrauch von Waffen aufrief: „Zur Verteidigung und zum Nahkampf empfehle ich eine 12er Repetierschrotflinte, den Colt Python .357 Magnum, die Heckler & Koch MP5. Für die Jagd hat sich ein halbautomatischer Karabiner 308 oder 30.06 bewährt und wenn’s ganz massiv kommt, ist das Sturmgewehr R 5 überaus nützlich.“
Für seine Dissertation über das Werk von Siegfried Lenz wurde Nordbruch gewürdigt. Die Bonner „Stiftung Ostdeutscher Kulturrat“ (OKR) verlieh Nordbruch 1998 ihren Wissenschaftspreis für Dissertationen, die sich mit der Geschichte und Kultur der Vertreibungsgebiete und ihrer deutschen Bevölkerung innerhalb und außerhalb der alten Reichsgrenzen von 1937 und der deutschen Siedlungsgebiete auseinandersetzt. Die Stiftungsrede hielt der Stiftungspräsident Herbert Hupka (CDU).
2001 erhielt Nordbruch den mit 10.000 DM dotierten Freiheitspreis der als rechtsextrem eingestuften Deutschen National-Zeitung, der ihm laut Urkundentext „in Würdigung seines unerschrockenen Kampfes gegen die Knebelung der Meinungsfreiheit und für das Freie Wort, gegen Gesinnungsterror und für Gedankenfreiheit, gegen Fremdbestimmung und für das Selbstbestimmungsrecht der Nation sowie des Einzelnen, eingedenk auch seiner Verdienste um die Wahrung der Achtung und des Ansehens des deutschen Volkes in aller Welt“ verliehen wurde.
Claus Nordbruch schrieb auch in der CSU-nahen Zeitschrift Epoche.
Der Neonazi und V-Mann des Thüringer Verfassungsschutzes Tino Brandt, der im Kontext des sogenannten Nationalsozialistischen Untergrund eine wichtige Rolle spielte, traf nach seiner Enttarnung Claus Nordbruch im Kontext von dessen Deutschlandbesuch 2001 (Europäischer Freiheitspreis 2001 Dr. Gerhard Frey in Passau) in Rudolstadt. Nordbruch verfasste über das Treffen einen Bericht mit dem Titel Spiel mit dem Feuer Dr. Claus Nordbruch sprach mit dem Spitzenspitzel des thüringischen Amtes für Verfassungsschutz Tino Brandt, den er auf seiner Website veröffentlichte. Auch auf die Befragung Tino Brandts bezüglich seiner eigenen Farm geht Nordbruch in dem Kontext ein: „Über die alljährlichen Reisen nach Paris anläßlich es Festes Bleu-Blanc-Rouge beispielsweise ebenso wie über die IJzerbedevaart ins flämische Diksmuide – oder über den Besuch einer Reisegruppe nach Südafrika, die sich hauptsächlich aus NE-Lesern und Mitgliedern des Hilfskomitees Südliches Afrika zusammensetzte. (Verwundert, was den thüringischen Verfassungsschutz diesbezüglich interessierte? Beispielsweise, ob eine bestimmte Farm, die man besucht habe, militärisch ausgebaut sei und dort Wehrsportübungen stattfänden.) Tino Brandt, in vielen Organisationen und Strukturen integriert, wußte auf alle Fragen Antworten zu geben.“
Heidemarie Wieczorek-Zeul traf sich 2004 in ihrer damaligen Funktion als Bundesministerin für wirtschaftliche Zusammenarbeit und Entwicklung mit Nordbruch – ohne zu wissen, wer er ist – zum Gespräch und ließ sich mit ihm fotografieren. Er verfasste anschließend für die 2., erweiterte Auflage 2006 seines geschichtsrevisionistischen Buches Völkermord an den Herero in Deutsch-Südwestafrika? Widerlegung einer Lüge ein Zusatzkapitel über den Besuch von Wieczorek-Zeul 2004 in Okakarara.

## Veröffentlichungen
- Heinrich Böll. Seine Staats- und Gesellschaftskritik im Prosawerk der sechziger und siebziger Jahre. Eine kritische Auseinandersetzung. R. G. Fischer, Frankfurt/Main 1994, ISBN 3-89406-939-2.
- Über die Pflicht. Eine Analyse des Werkes von Siegfried Lenz. Versuch über ein deutsches Phänomen (= Germanistische Texte und Studien. Band 53). Olms-Weidmann, Hildesheim/Zürich/New York 1996 (2. Auflage. 2003), ISBN 3-487-10078-9 (Zugl.: Pretoria, Univ., Diss., 1995 u. d. T.: Claus H. R. Nordbruch: Der Pflichtbegriff im Werk von Siegfried Lenz).
- Die Legende Wilhelm Ratte. Wege und Ziele eines deutschen Buren im Kampf um Recht und Freiheit in Südafrika. C. Nordbruch, Pretoria 1996, ISBN 0-9584131-1-8 (auch in Englisch: Willem Ratte, the legend. The life and ideals of a German Boer in the fight for freedom and justice in South Africa. Contact Publ., Pretoria 1996, ISBN 0-9584131-3-4).
- Reguit: Onthullings en gesprekke oor Suid-Afrika se geskiedenis. 1989–1997. Kontak-Uitgewers, Pretoria 1997, ISBN 0-9584131-4-2.
- Vom Zweifel zur Wehrhaftigkeit. Eine Empfehlung von Siegfried Lenz, das Leben zu meistern. R. G. Fischer Frankfurt/Main 1997, ISBN 3-89501-547-4.
- Ein Nationalstaat für Buren. Kontakt-Verlag, Pretoria 1998, ISBN 0-9584131-6-9.
- Volksbetrug am Kap. Richtigstellungen zur jüngsten Geschichte Südafrikas. Verlagsgesellschaft Berg, Berg am Starnberger See 1998, ISBN 3-86118-071-5.
- Sind Gedanken noch frei? Zensur in Deutschland. Mit einem Nachwort von Klaus Hornung. Universitas, München 1998, ISBN 3-8004-1367-1 (2., erw. Auflage. 2001).
- Der Verfassungsschutz. Organisation, Skandale, Spitzel. Hohenrain-Verlag, Tübingen 1999, ISBN 3-89180-054-1.
- als Herausgeber: Kreuzschmerzen. Standpunkte und Bekenntnisse von Heiden und Ketzern. Contact-Publ., Pretoria 1999, ISBN 0-9584131-9-3 (2. erw. Auflage. 2004).
- Die europäischen Freiwilligen im Burenkrieg 1899–1902 / Les volontaires européens de la Guerre des Boers (1899–1902) / The European volunteers in the Anglo-Boer War 1899–1902. Contact Publ., Pretoria 1999, ISBN 0-9584131-8-5.
- Der deutsche Aderlaß. Wiedergutmachung an Deutschland und Entschädigung für Deutsche (= Veröffentlichungen des Institutes für Deutsche Nachkriegsgeschichte. Band 28). Grabert-Verlag, Tübingen 2001, ISBN 3-87847-194-7 (2. Auflage. 2004; 3., stark erw. Auflage. 2012).
- Der Hereroaufstand 1904. Vowinckel-Verlag, Stegen am Ammersee 2002, ISBN 3-934531-08-3.
- Der Angriff. Eine Staats- und Gesellschaftskritik an der „Berliner Republik“. Hohenrain-Verlag, Tübingen 2003, ISBN 3-89180-069-X.
- Völkermord an den Herero in Deutsch-Südwestafrika? Widerlegung einer Lüge. Grabert-Verlag, Tübingen 2004, ISBN 3-87847-210-2 (2., erw. Auflage. 2006).
- Juden fragen: Selbstverständnis und -problematik (= Veröffentlichungen des Institutes für Deutsche Nachkriegsgeschichte. Band 39). Grabert-Verlag, Tübingen 2006, ISBN 3-87847-228-5.
- Machtfaktor Zionismus. Israels aggressive Außenpolitik (= Veröffentlichungen des Institutes für Deutsche Nachkriegsgeschichte. Band 43). Grabert-Verlag, Tübingen 2008, ISBN 978-3-87847-229-2.
- Die Weltrepublik. Deutschland und die neue Weltordnung. J. K. Fischer, Gelnhausen-Roth 2010, ISBN 978-3-941956-88-9.
- Endspiel: Die deutsche Nation und Europa im Dauerfeuer der Globalisten (= Veröffentlichungen der Stiftung Kulturkreis Zweitausend. Band 26). Hohenrain-Verlag, Tübingen 2016, ISBN 978-3-946107-05-7.